# Massimo Girotti
Massimo Girotti (Mogliano, 18 de maio de 1918 — Roma, 6 de janeiro de 2003) foi um ator italiano.
Dotado de um fisico atlético, graças aos esportes que praticava, estudava Direito em Roma quando foi descoberto por Mario Soldati, que lhe ofereceu um papel pequeno no filme “Dora Nelson” (1939). Pouco depois, se impôs em papéis mais interessantes, geralmente de galãs e heróis românticos, como “La corona di ferro” di Alessandro Blasetti, seguindo “Un pilota ritorna” (1942) di Roberto Rossellini. Na ocasião, Luchino Visconti ofereceu o papel principal no clássico “Ossessione”, de 1943. Quando a II Guerra Mundial acabou, seus desempenhos tornaram-se fortes como em “Caccia tragica” (1946) de Giuseppe De Santis e “In nome della legge” (1949) de Pietro Germi, denso filme em que ele interpreta um pretor que combate a Máfia siciliana. 
Nos anos de 1950, interpreta um sórdido para Michelangelo Antonioni no clássico “cronaca di un amore”. Em 1954 trabalhou novamente com Lucchino Visconti em “Senso”. Sucessivamente, trabalhou em diversos filmes para diversos cineastas italianos, mas nenhum digno de méritos comparados aos seus primeiros trabalhos. Chegou a personificar Spartacus numa película italiana homônima de 1954, antes da famosa superprodução hollywoodiana produzida e estrelada por Kirk Douglas. Daí em diante, foi atuando em papéis secundários, a grande maioria, de vilões, por todo final da década de 1950 e início dos de 1960. Valorizando o trabalho do ator, o diretor Pier Paolo Pasolini o colocou novamente no topo, em seu filme “Teorema”, em 1968, e depois em “Medea”, em 1970, onde Girotti interpreta Creonte, Rei de Corinto. Atuou em “O Último Tango de Paris”(1972), de Bernardo Bertolucci, ao lado de Marlon Brando.
Girotti atuou no cinema e na televisão italiana por quase 6 décadas, tornando suas aparições cada vez mais esporádicas com o passar dos anos. Um dos últimos trabalhos do ator foi numa aparição em “Il Mostro”, em 1994, de Roberto Benigni. Massimo Girotti faleceu em Roma, vítima de um enfarte. Encontra-se sepultado no Cemitério Comunale Monumental Campo Verano, Roma na Itália.

## Filmografia parcial
- Dora Nelson, de Mario Soldati (1939)
- Una romantica avventura, de Mario Camerini (1940)
- La corona di ferro, regia di Alessandro Blasetti (1941)
- Tosca, de Jean Renoir e Carl Koch (1941)
- Le due tigri, de Giorgio Simonelli (1941)
- La famiglia Brambilla in vacanza, de Carl Boese (1941)
- Un pilota ritorna, de Roberto Rossellini (1942)
- Harlem, de Carmine Gallone (1943)
- Ossessione, de Luchino Visconti (1943)
- Apparizione, de Jean de Limur (1943)
- La porta del cielo, de Vittorio De Sica (1944)
- La carne e l'anima, de Wladimir Strichewsky (1945)
- Caccia tragica, de Giuseppe De Santis (1946)
- In nome della legge, de Pietro Germi (1946)
- Un giorno nella vita, de Alessandro Blasetti (1946)
- Preludio d'amore, de Giovanni Paolucci (1946)
- Natale al campo 119, de Pietro Francisci (1947)
- Gioventù perduta, de Pietro Germi (1947)
- Anni difficili, de Luigi Zampa (1948)
- Molti sogni per le strade, de Mario Camerini (1948)
- Fabiola, de Alessandro Blasetti (1949)
- Duello senza onore, de Camillo Mastrocinque (1949)
- Cronaca di un amore, de Michelangelo Antonioni (1950)
- Altura, de Mario Sequi (1950)
- Roma ore 11, de Giuseppe De Santis (1951)
- Persiane chiuse, de Luigi Comencini (1951)
- Il segreto delle tre punte, de Carlo Ludovico Bragaglia (1952)
- Spartaco, de Riccardo Freda (1952)
- Un marito per Anna Zaccheo, de Giuseppe De Santis (1953)
- Vortice, de Raffaello Matarazzo (1953)
- Senso, de Luchino Visconti (1954)
- Marguerite de la nuit, de Claude Autant-Lara (1955)
- Souvenir d'Italie, de Antonio Pietrangeli (1957)
- Saranno uomini, de Silvio Siano (1957)
- Dimentica il mio passato, de Primo Zeglio e Eduardo Manzanos (1956)
- Erode il grande, de Arnaldo Genoino (1958)
- Giuditta e Oloferne, de Fernando Cerchio (1958)
- Le notti dei Teddy Boys, de Leopoldo Savona (1959)
- Lupi nell'abisso, de Silvio Amadio (1959)
- I cosacchi, de Giorgio Rivalta (1959)
- I giganti della Tessaglia, de Riccardo Freda (1960)
- Romolo e Remo, de Sergio Corbucci (1961)
- Venere imperiale, de Jean Delannoy (1962)
- Teorema, de Pier Paolo Pasolini (1968)
- Medea, de Pier Paolo Pasolini (1970)
- Gli orrori del castello di Norimberga, de Mario Bava (1972)
- Ultimo tango a Parigi, de Bernardo Bertolucci (1972)
- Mark il poliziotto spara per primo, de Stelvio Massi (1975)
- Cagliostro, de Daniele Pettinari (1975)
- Mr. Klein, de Joseph Losey (1976)
- L'Agnese va a morire, de Giuliano Montaldo (1976)
- Interno berlinese, de Liliana Cavani (1985)
- La bohème, de Luigi Comencini (1988)
- Rebus, de Massimo Guglielmi (1989)
- Dall'altra parte del mondo, de Arnaldo Catinari (1992)
- Il mostro, de Roberto Benigni (1994)
- Un bel dì vedremo, de Tonino Valerii (1997)
- Luchino Visconti, de Carlo Lizzani (1999) - Documentário
- La finestra di fronte, de Ferzan Ozpetek (2003)

## Ligações Externas
Massimo Girotti. no IMDb.